# Tecaldarium
Tecaldarium bezeichnet einen Baderaum, der durch Boden- und Wandheizungen aufgewärmt wird. Bei dem Begriff handelt es sich um ein zusammengesetztes Wort aus den antiken Begriffen Tepidarium und Caldarium. Beides sind Raumbezeichnungen für klassische Baderäume, die in römischen Thermen üblich waren.

## Herkunft
Die Bezeichnung Tepidarium leitet sich vom lateinischen Wort „tepidus“ für lau, warm, mild her, Caldarium vom lateinischen Wort „caldus“ oder „calidus“ für warm, heiß, feurig.
Die Warmräume antiker Thermen wurden durch sogenannte Hypokausten beheizt. Dabei handelt es sich im Prinzip um eine zweischalige Bauweise für Fußböden und Wände, wobei der Hohlraum durch Rauchgase durchströmt wurde. Die raumumschließenden Wände waren also mit Ausnahme der Decke komplett beheizt. Die unterschiedlichen Temperaturen ergaben sich durch die Anordnung der Räume: Das der Feuerung näher liegende Caldarium war heißer als das dahinter liegende Tepidarium. Das Prinzip der Wärmeübertragung und damit die Wirkungsweise auf den Badegast war jedoch identisch: Die Körper der Badenden wurden weitgehend durch Abstrahlung der Wände und des Fußbodens erhitzt. Tepidarium und Caldarium sind also im Prinzip gleiche Räume, die sich lediglich durch die Oberflächentemperatur von Fußboden und Wänden unterscheiden.

## Moderne Bauweise

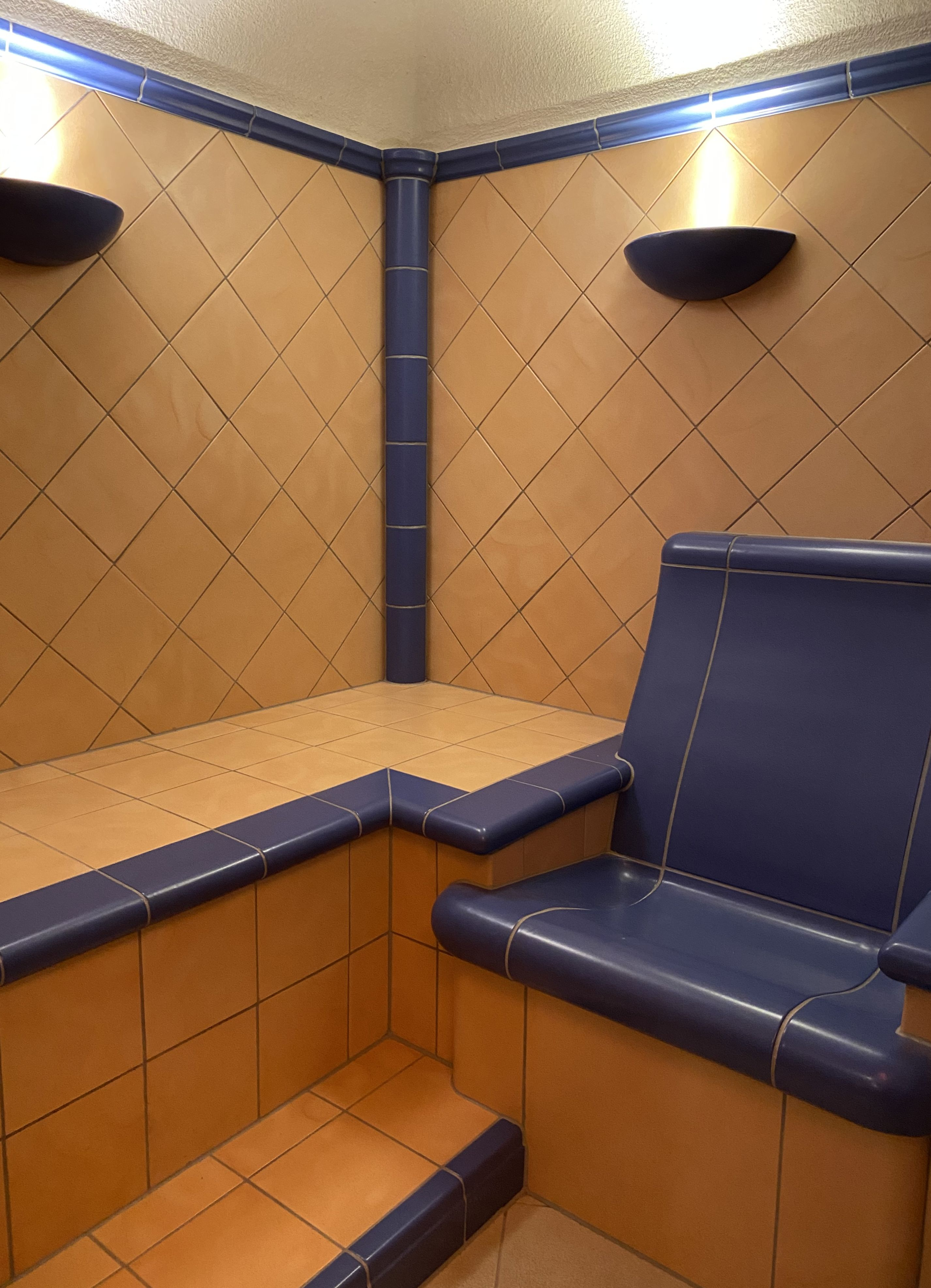
Tecaldarium in einem privaten Wohnhaus in keramischer Gestaltung mit Sitz und Liegefläche

In der Gegenwart werden Baderäume dieser Art natürlich nicht mehr durch Rauchgase beheizt, sondern entweder durch elektrische Widerstandsheizdrähte oder durch Warmwasser-Heizschlangen. In der Bauweise besteht keinerlei Unterschied zwischen Tepidarium und Caldarium. Dies wird durch den gemeinsamen Begriff Tecaldarium ausgedrückt. Die Einstellung des Temperaturreglers entscheidet darüber, ob der Raum zum Tepidarium oder zum Caldarium wird.

## Bauformen
Ein Tecaldarium kann als schlichter Raum ausgeführt sein, in den Sitz- oder Liegemöbel hineingestellt sind, oder als gestalteter Raum mit eingebauten massiven Sitz- oder Liegeflächen. Dabei werden diese Einbauten ebenfalls beheizt, sodass die Körper der Badenden auch direkt durch Wärmeleitung aufgeheizt werden.
Die inneren Oberflächen werden in der Regel aus mineralischen Werkstoffen hergestellt. Flächen, die in Kontakt mit menschlicher Haut kommen können (Fußboden, Bänke, Wände im unteren Bereich), werden meist aus Keramik oder Naturstein hergestellt, um hygienischen Ansprüchen gerecht zu werden. Andere Flächen (im oberen Bereich und an der Decke) sind meist verputzt.

## Wirkungsweise

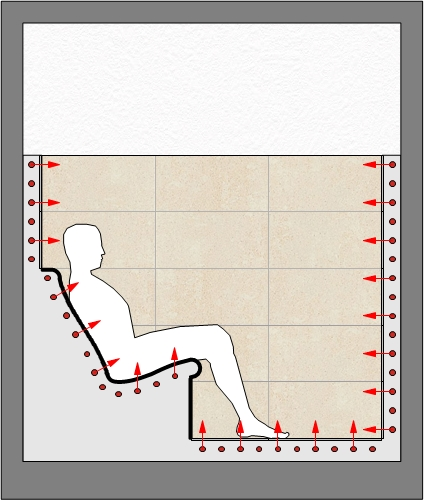
Schematische Darstellung eines Tecaldariums mit rundum beheizten Wand-, Boden- und Sitzflächen.

Das Wesen eines Tecaldarium besteht in der Wärmeübertragung durch Strahlung. Strahlungswärme ist nicht an ein Medium gebunden, sondern wirkt vor allem von festem Körper zu festem Körper. Das bedeutet, dass die von den Wänden ausgehende Wärme einen menschlichen Körper aufheizt, ohne dass sich die Luft in gleichem Maß aufheizen muss. Die Wandtemperatur in einem Tecaldarium liegt also deutlich über der Lufttemperatur.
Bei der Betriebsweise Tepidarium liegt die Wandtemperatur leicht über der Körpertemperatur des Badenden (bei ca. 40 °C), die Lufttemperatur leicht darunter. Dabei stellt sich für einen unbekleideten Menschen ein Temperaturgleichgewicht ein. Das ist eine ideale Voraussetzung für tiefe Entspannung und stärkt Selbstheilungskräfte, weil das vegetative Nervensystem eines Menschen von Aufgaben der Temperaturregulierung entbunden wird. Die mögliche Aufenthaltsdauer ist nahezu unbegrenzt.
Bei der Betriebsweise Caldarium liegt die Wandtemperatur deutlich über der Körpertemperatur des Badenden (bis ca. 60 °C), sodass bewusst ein Überwärmungseffekt eintritt. Damit ist das Caldarium ein Schwitzbad mit den damit verbundenen Wirkungen durch Kreislaufanregung und Abhärtungseffekte. Aufgrund der Wirkweise und der relativ niedrigen Temperatur geschieht dies vergleichsweise kreislaufschonend und mild. Die maximale Aufenthaltsdauer beträgt je nach Konstitution bis zu 30 Minuten.

## Abgrenzungen
Ein Tecaldarium wird häufig mit einer Sauna oder einem Dampfbad verglichen. Dabei handelt es sich um grundverschiedene Anwendungen.
In einer traditionellen Sauna, die immer eine Holzkonstruktion ist, erzeugt ein Ofen sehr heiße Luft. Die Raumtemperatur beträgt bis zu 100 °C und liegt immer über der Temperatur der Umfassungswände. Nur durch das Verdunsten des Schweißes auf der Haut sind diese Temperaturen zu ertragen. Durch das deutliche Erhitzen des Körpers und das anschließende Abkühlen wird ein hoher Stimulationseffekt und damit eine gesundheitliche Wirkung erzielt.
In einem Dampfbad, das eigentlich ein Nebelbad ist, beträgt die Luftfeuchte 100 %. Die Raumtemperatur beträgt max. 48 °C. Die gesundheitliche Wirkung wird durch diese hohe Feuchtigkeit erreicht, die auf äußere und innere (Atmungsorgane) Hautflächen einwirkt und diese geschmeidig macht.